# Érythrone d'Amérique
Erythronium americanum
Espèce
Classification phylogénétique
L'érythrone d'Amérique (Erythronium americanum) est une plante herbacée vivace à bulbe de la famille des Liliaceae.  On l'appelle aussi ail doux ou ail des ours bien qu'il ne soit pas du genre des Allium.
Plante des forêts mixtes et feuillues, l'érythrone d'Amérique se retrouve sur la côte est des États-Unis, jusqu'au Grands Lacs et en bordure du fleuve Saint-Laurent où se situe environ la limite septentrionale de son aire de répartition.
Elle se démarque en étant parmi les premières plantes à fleurir au printemps, profitant de l'absence des feuilles des arbres qui la surplombent afin d'effectuer son cycle vital.

## Sous-espèces
Selon World Checklist of Selected Plant Families (WCSP) (14 avr. 2010) :
- Erythronium americanum Ker Gawl. (1808)
- Erythronium americanum subsp. americanum.
- Erythronium americanum subsp. harperi (W.Wolf) C.R.Parks & Hardin (1963)

## Description

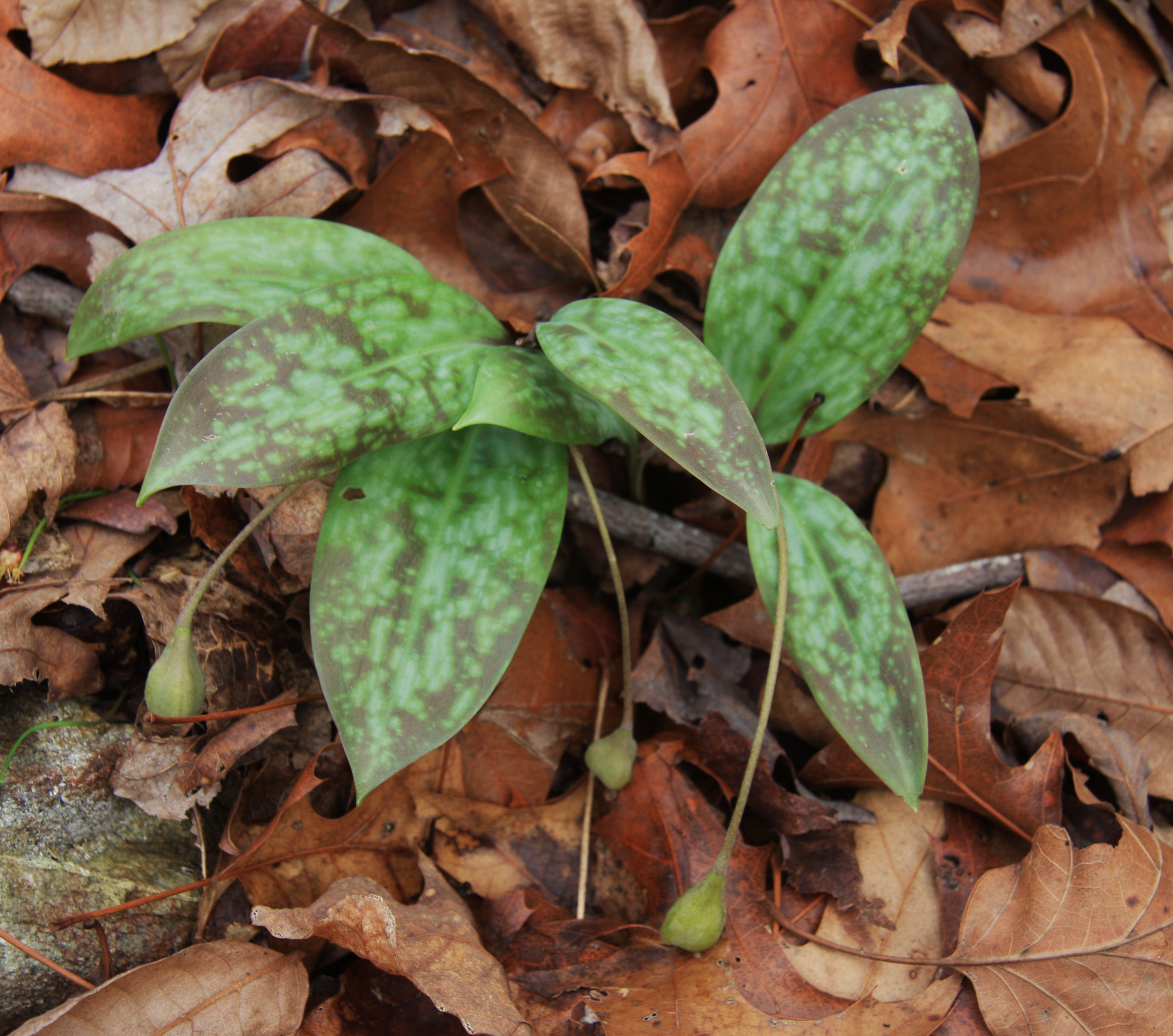
Feuilles de la plante, typiquement tachées. Les tiges de fleurs fanées ont développé des fruits (North Carolina, USA).

### Appareil végétatif
Plante vivace à bulbe, elle mesure environ 30 cm de hauteur. Les feuilles basilaires sont opposées, de couleur verte, tachetées de beige et de pourpre.

### Appareil reproducteur
Les fleurs printanières solitaires sont jaunes et elles ont trois sépales et trois pétales,.

### Confusions possible
L'érythrone d'Amérique ressemble à l'ail des bois (Allium tricoccum) et c'est pourquoi on l'appelle aussi l'ail doux, bien que le goût soit très différent. Enfin, à la fois le nom «Ail des bois» et «Ail des ours» désigne une espèce complètement différente en Europe, l'Allium ursinum.

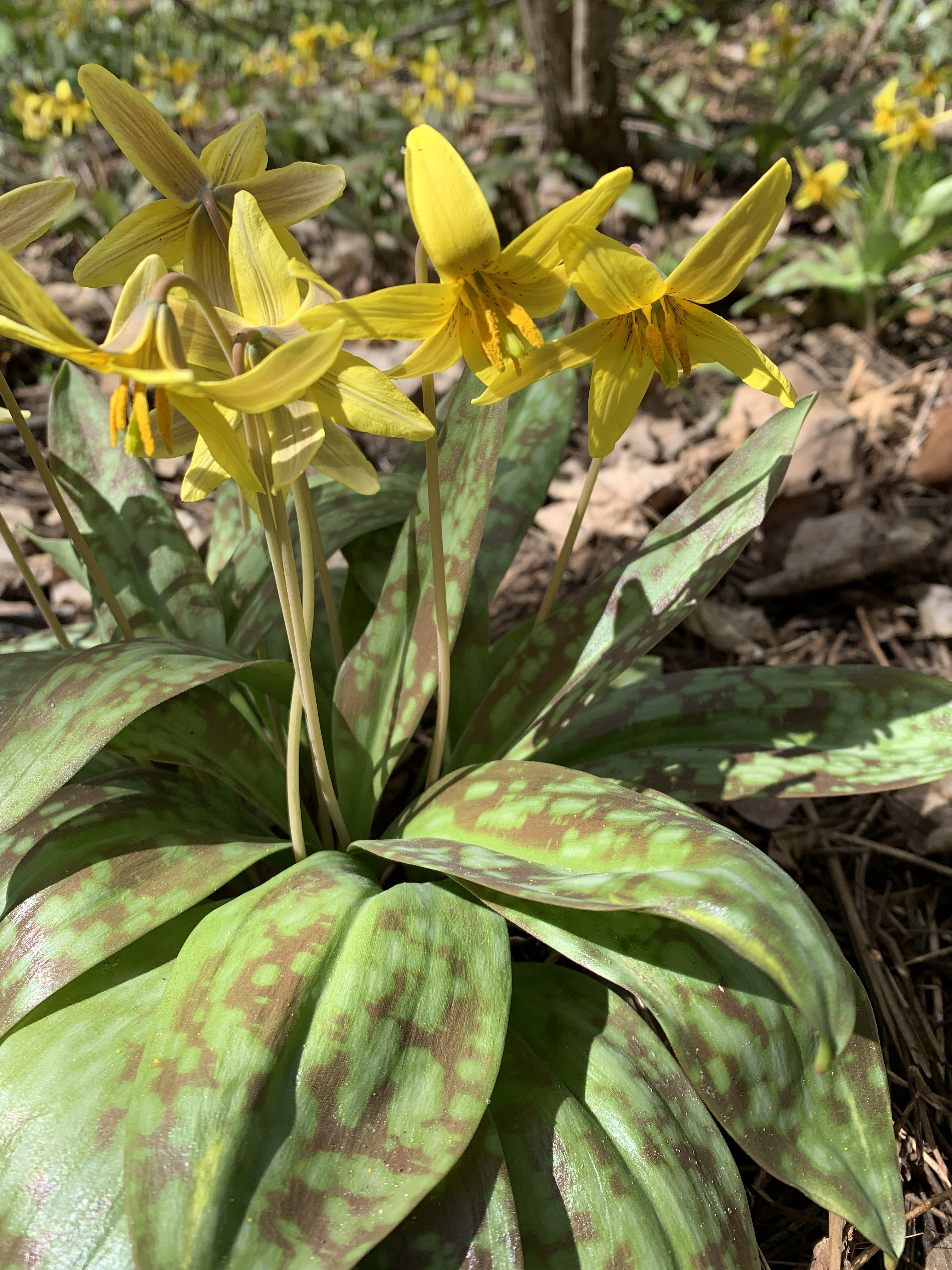
Fleurs de la plante (Sainte-Anne-de-la-Pérade, Mauricie, Québec, Canada).

## Biologie
La germination est lente ; il faut compter dix ans avant que la plante ne produise ses premières fleurs et graines.

## Habitat
L'érythrone d'Amérique affectionne les sols frais, bien drainés, et riche en humus. Elle préfère les sols des érablières mixtes de l'Est du Canada et Sud du Québec.

## Utilisations

### Alimentaires
La feuille peut se manger bouillie comme un légume. La jeune feuille se mange crue, en salade. Le bulbe est aussi comestible, mais il doit être consommé en quantité modérée car il devient vomitif s'il est consommé en trop grande quantité.

### Médicales

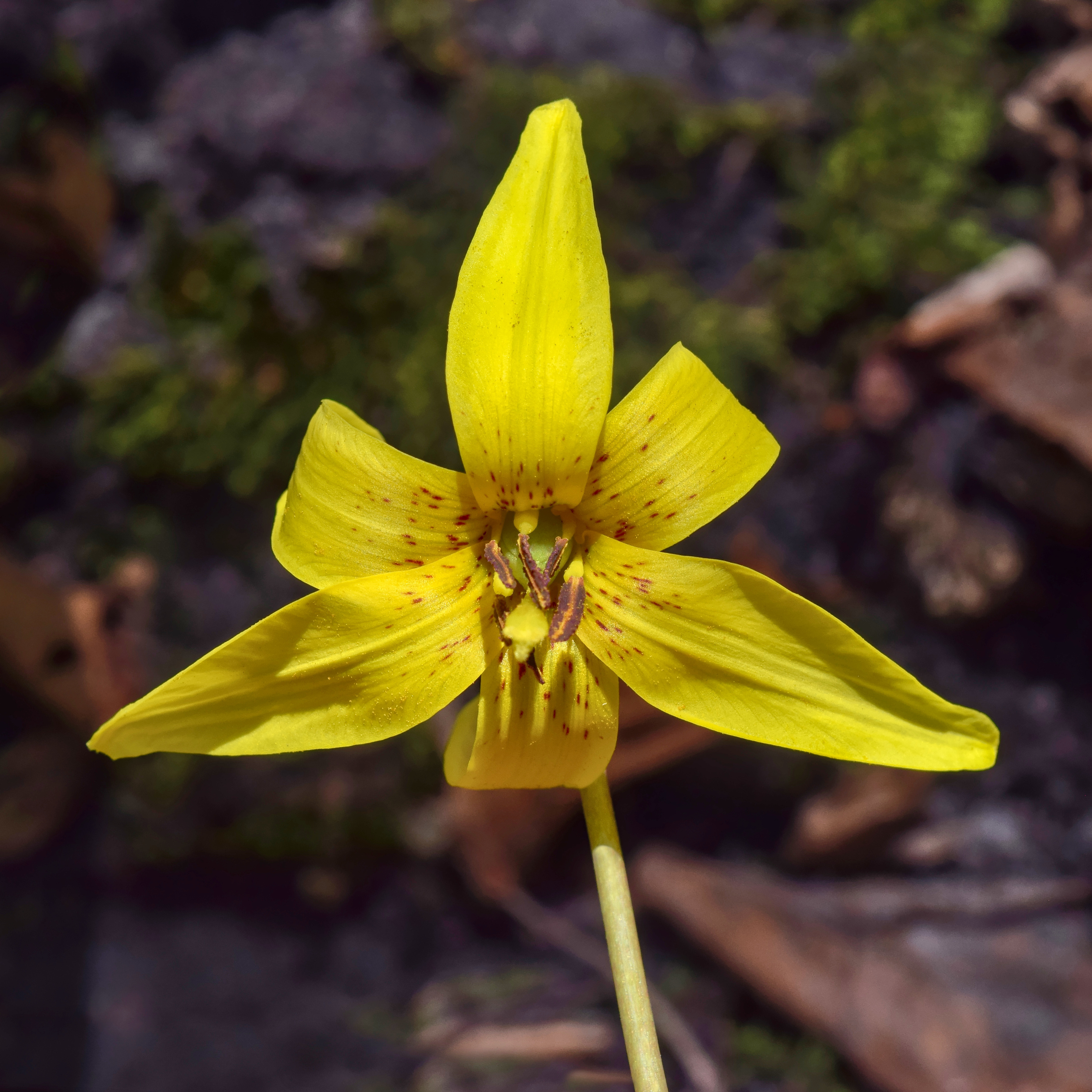
Fleur de la plante en gros plan (Stouffville, Ontario, Canada).

La feuille peut être utilisée en cataplasme sur une enflure ou un ulcère pour accélérer la cicatrisation. Les Premières Nations d'Amérique du Nord de tribus Cherokee et Haudenosaunee connaissaient déjà les vertus médicinales de l'érythrone d'Amérique : le jus des feuilles broyées était appliqué sur les plaies qui ne guérissaient pas bien. Un cataplasme de bulbes broyés était appliqué sur les enflures et pour enlever les échardes. La plante crue, à l'exception des racines, était en outre utilisée comme un contraceptif et pour les maux de poitrine par les jeunes filles autochtones d'Amérique du Nord.